# Personnages d'Uncharted
 (mai 2024).
Si vous disposez d'ouvrages ou d'articles de référence ou si vous connaissez des sites web de qualité traitant du thème abordé ici, merci de compléter l'article en donnant les références utiles à sa vérifiabilité et en les liant à la section « Notes et références ».

Cet article présente la liste des personnages présents dans la série de jeux vidéo Uncharted.

## Les héros
Nathan "Nate" Drake
Nathan Drake est le personnage principal des jeux Uncharted. Aventurier intrépide, Nathan Drake est un redoutable adversaire notamment grâce à sa grande détermination. Sa mère, historienne, s'est suicidée alors que Nathan et son frère Samuel n'étaient qu'enfants. Confié au pensionnat catholique de Saint-Francis, Nathan y apprend le Latin et y découvre une passion pour l'histoire. Après sa rencontre avec Victor Sullivan, Nate entreprend de nombreuses explorations dans le monde à la recherche de reliques ou autres trésors. Il fait face à des armées de mercenaires et impressionne par sa puissance physique mais aussi mentale, Nathan étant un homme redoutablement intelligent. 
Ses pérégrinations s'achèvent sur la découverte, avec son frère, du trésor du pirate Henry Avery. Il est marié à Elena Fisher avec qui il a une fille, Cassie. Le personnage est jouable dans toutes les versions multijoueurs des différents opus de la série. 
Samuel "Sam" Drake
Samuel Drake est le grand frère de Nathan Drake. Lui aussi confié dans sa jeunesse au pensionnat de Saint-Francis, il en est viré à cause de son mauvais comportement (principalement des vols et des bagarres. Subsistant de petits boulots, il se lance avec son frère dans la quête du trésor d'Henry Avery. Pour parvenir à ses fins, Samuel, son frère et Rafe Adler sont enfermés dans une prison panaméenne. Lors de l'évasion, Samuel est touché par un tir en rafale et Nathan le croit alors mort. 
15 ans plus tard, Samuel refait surface et annonce à son frère qu'il est toujours en vie et qu'il doit trouver le trésor d'Avery dans un délai de trois mois pour le livrer à Hector Alcazar, un baron de la drogue qui le tuera si Sam n'accomplit pas  ce qu'il demande. Obstiné, Samuel s'enfonce dans son mensonge : il cherche le trésor dans son propre intérêt et non pour éviter la mort. Finalement, et après que Nate eut appris la vérité, les deux frères trouvent le trésor. 
Samuel Drake continue la chasse au trésor avec Victor Sullivan par la suite. Le personnage apparaît dans Uncharted: The Lost Legacy et est jouable en multijoueurs dans U4. 
Elena Fisher
Jeune journaliste qui enquête sur les criminels de guerre et autres truands. Elle est présente dans le premier épisode de manière assidue et dans les second, troisième et quatrième de manière récurrente. Personnage jouable uniquement en multijoueur dans Among Thieves, L'Illusion de Drake et A Thief's End.
Victor "Sully" Sullivan
C'est un partenaire de longue date de Drake, également chasseur de trésor à ses heures. Il a un faible pour les jolies femmes et les cigares. Il apparaît dans les quatre premiers épisodes de façon ponctuelle. Personnage jouable uniquement en multijoueur dans Among Thieves, L'Illusion de Drake et A Thief's End.
Chloe Frazer
Aventurière peu farouche, manipulatrice quand il le faut en jouant de ses charmes. C'est également l'ex-petite amie de Drake. Elle apparait dans Among Thieves, ainsi que dans L'Illusion de Drake et est jouable en multijoueur. Elle n'apparaît pas dans le quatrième opus mais est mentionnée, sauf en multijoueur (personnage à débloquer). En 2017 Chloe apparaît dans son propre jeu, Uncharted: The Lost legacy.
Charlie Cutter
Un ami de Drake qui n'apparaît que dans L'Illusion de Drake. Il s'est infiltré chez Katherine Marlowe pour aider Drake à récupérer un disque descripteur. Un peu claustrophobe, il a du mal à avancer dans les endroits étroits. Personnage jouable en multijoueur.
Marisa Chase
Une amie de Nathan dans Uncharted: Golden Abyss. Son grand-père se trouve être Vincent Perez, un archéologue qui étudiait l'Abysse Doré, un trésor légendaire d'un ancien peuple, les Quiviriens.

## Les ennemis
Gabriel Roman
Principal ennemi de Drake dans Drake's Fortune. C'est le leader d'une armée de mercenaires sans scrupules visant à découvrir la route de l'Eldorado qui mène au trésor. C'est aussi une vieille connaissance de Sullivan qui, par le passé, lui avait prêté une importante somme d'argent. Il n'apparait pas dans Among Thieves mais est sélectionnable en multijoueurs.
Atoq Navarro
Ennemi du premier volet (Drake's Fortune). Au début bras droit de Roman, il affirme petit à petit sa vraie personnalité et ses vrais desseins personnels. Finalement il passe au-dessus de Roman pour se retrouver en face à face avec Drake dans la course à l'Eldorado. Jouable en multijoueur dans Among Thieves.
Eddy Raja
Il apparait dans le premier volet en tant qu'homme de main de Roman et chef d'un groupe de pirates. Il est également un rival de longue date de Drake qui l'a doublé à plusieurs reprises sur d'anciens projets réalisés ensemble. Il voue depuis à Drake une véritable haine et a soif de vengeance. Jouable uniquement en multijoueur dans Among Thieves.
Zoran Lazarevic
Criminel de guerre serbe, il est le principal ennemi de Drake dans Among Thieves. Laissé pour mort par les gouvernements après un bombardement il est en réalité toujours vivant et cherche la pierre de Chintamani qui lui donnera un pouvoir extraordinaire. Pour cela il est prêt à tout et n'hésite pas à supprimer froidement ceux qui se mettent en travers de son chemin. Il est battu par Drake à la fin du deuxième opus et meurt. Jouable en multijoueur dans Among Thieves. 
Harry Flynn
Un des principaux personnages de Among Thieves. Au début très proche de Nate, on découvrira au fil du jeu que l'anglais est le bras droit du terrifiant Lazarevic et rival de Drake. Il se sert de Chloe pour appâter Drake. Il est d'un tempérament fourbe et orgueilleux. Jouable en multijoueur dans Among Thieves.
Katherine Marlowe
Ennemie principale de Drake dans Uncharted 3. Antagoniste féminine, sa force n'est pas dans les muscles mais dans son esprit. Elle contrôle ses ennemis par la peur. Elle cherche à trouver Iram. Elle est aussi l'ancienne compagne de Sullivan.
Talbot
Il est le bras droit de Marlowe dans L'illusion de Drake. Il aide Marlowe à trouver Iram et enlèvera Sully. Il drogue ses ennemis avec des fléchettes. Durant l'aventure, Drake le détestera au fil du temps. 
Le général Guerro
Général révolutionnaire sud-américain, il est le principal ennemi de Drake dans Golden Abyss. Durant l'histoire, il enlèvera Chase plusieurs fois. Ayant une très forte estime personnelle, il préfère mourir que perdre une bataille. Il dirige son armée comme un tyran.
Nadine Ross
Générale militaire dirigeant une milice sanguinaire privée, déterminée et redoutable ennemie de Nathan dans le quatrième opus de la saga, elle est l'alliée de Rafe Adler, adversaire principal du jeu et est prête à tout pour arriver à ses fins. C'est une spécialiste des arts martiaux et est très forte au combat au corps à corps. Spoliée de sa milice après A Thief's End, elle est la coéquipière de Chloe Frazer dans The Lost Legacy.
Rafe Adler
Il s'agit de l'adversaire principal du quatrième opus de la saga. Responsable de l'emprisonnement du frère de Nathan, Sam, dans une prison panaméenne après l'avoir abandonné lâchement lors d'une évasion sous les yeux impuissants de Nathan, il le fait sortir 15 ans plus tard pour retrouver le légendaire trésor du pirate Henry Avery. Obsédé par la quête de Libertalia, il est prêt à tout pour s'en emparer.
Asav
L'adversaire principal d'Uncharted The Lost Legacy. Son objectif, s'emparer de la défense de Ganesh, afin d'obtenir un soutien pour mener une insurrection. Mais il ne sera pas seul dans cette course contre la montre, Chloe Frazer, Nadine Ross et Samuel Drake font équipe à contre cœur pour arrêter Asav et son armée de mercenaire dirigée anciennement par Nadine Ross.    

## Personnages secondaires
Karl Shäfer
Personnage apparaissant dans le second volet. Karl Shäfer est un ancien aventurier allemand mais aussi un ancien SS de 90 ans qui avait mené une expédition pour trouver l'entrée de Shambhala a l'aube de la Seconde Guerre mondiale. Il demande à Drake de retrouver cette entrée et de trouver la pierre de Chintamani pour sauver le monde de la terreur. Jouable en multijoueur dans Among Thieves.
Tenzin
Tenzin est un villageois du Népal qui apparait dans Among Thieves. Il est le guide de Drake dans les montagnes enneigés de l'Himalaya. Drake l'aidera aussi à protéger son village des attaques de Lazarevic. Jouable en multijoueurs dans Among Thieves.
Salim
Shérif du désert dans Uncharted 3 : L'Illusion de Drake, il sauve Drake alors qu'il était en position de faiblesse. Il l'aidera à sauver Sully et le guidera jusqu'à Iram. Personnage jouable en multijoueur.
Jason Dante
Plus souvent appelé Dante, il demande a Drake de venir examiner des ruines qu'il a trouvé en Colombie dans Golden Abyss. Il est fourbe et lâche puisque pendant l'aventure il aidera plusieurs fois le général Guerro à arriver à ses fins.
Vincent Perez
Archéologue recherchant l'Abysse Doré dans Uncharted: Golden Abyss, un trésor légendaire du peuple Quivirien. Grand-père de Marisa Chase, Nathan Drake va enquêter sur sa mystérieuse disparition, lié  au dictateur Guerro, avec l'aide de sa petite-fille.